# Hercynodes miegi
Hercynodes miegi är en fjärilsart som beskrevs av Émile Louis Ragonot 1895. Hercynodes miegi ingår i släktet Hercynodes och familjen mott. Inga underarter finns listade i Catalogue of Life.